# Wind-Up Records
Wind-Up Records är ett amerikanskt skivbolag som grundades mars 1997.
Exempel på artister under skivbolaget är:
- Creed
- Alter Bridge
- Evanescence
- Scott Stapp
- Submersed
- Seether
- Drowning Pool